# 1985 CC2
1985 CC2 är en asteroid i huvudbältet som upptäcktes den 12 februari 1985 av den belgiske astronomen Henri Debehogne vid La Silla-observatoriet.
Den har en diameter på ungefär 6 kilometer.